# ミス・ユニバース2011
ミス・ユニバース2011（Miss Universe 2011、第60回記念ミス・ユニバース世界大会）は2011年9月12日にブラジルのサンパウロのクレディカード・ホールで開催された。アンゴラのレイラ・ロペスが優勝し、前年優勝者メキシコのヒメナ・ナバレッテから栄冠を授けられ、1978年の南アフリカ共和国、1992年のナミビア、1999年のボツワナに次いでアフリカで4番目の優勝国となった。この年の大会では89の国・地域の代表たちが参加し、2006年の86か国の記録を超えて史上最多となった。日本からは神山まりあが出場した。

## 最終結果

### 入賞者
| 最終結果             | 参加者 |
| -------------------- | --- |

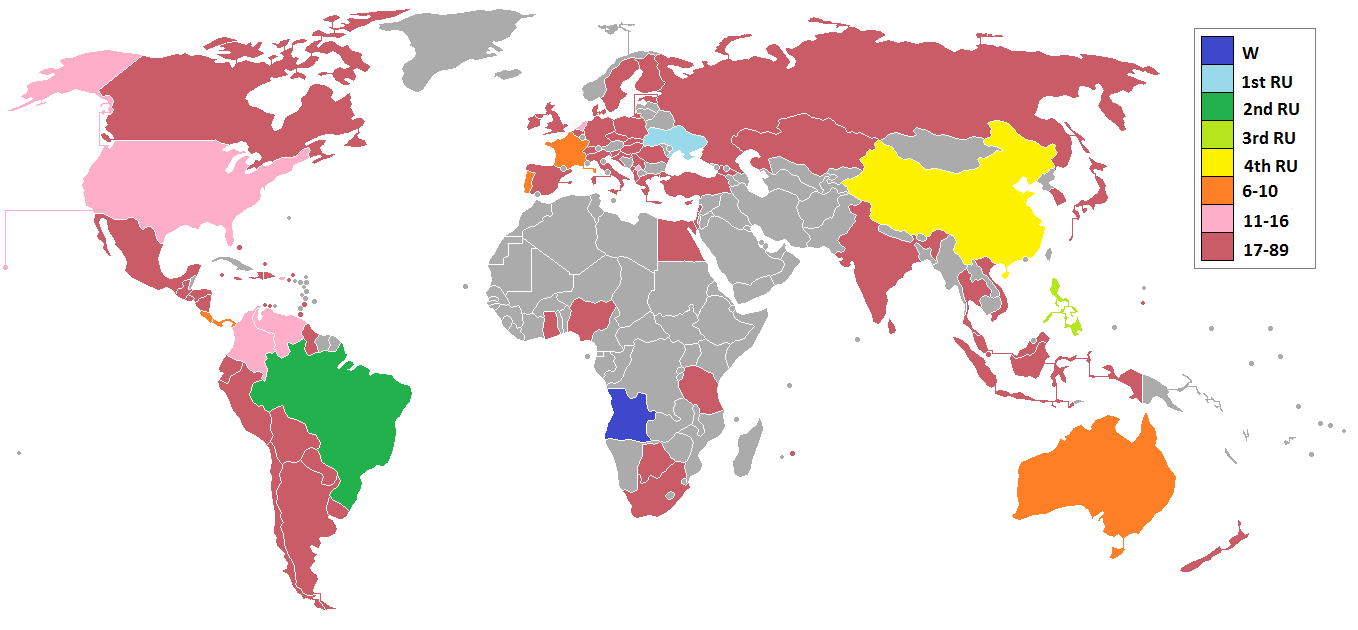
ミス・ユニバース2011の参加国・地域と最終結果

| ミス・ユニバース2011 | - アンゴラ – レイラ・ロペス（Leila Lopes） |
| 第2位                | - ウクライナ – オレシャ・ステファンコ（Olesya Stefanko） |
| 第3位                | - ブラジル – プリシラ・マチャド（Priscila Machado） |
| 第4位                | - フィリピン – シャムシー・スプスプ（Shamcey Supsup） |
| 第5位                | - 中国 – 羅紫琳（Luo Zilin） |
| トップ10             | - オーストラリア – シェリー＝リー・ビッグス - コスタリカ – ヨハンナ・ソラノ - フランス – ロリ・ティルマン - パナマ – シェルドリー・サエス - ポルトガル – ラウラ・ゴンサルヴェス                                               |
| トップ16             | - コロンビア – カタリナ・ロバヨ - コソボ – アフェルディタ・ドレシャイ - オランダ – ケリー・ヴェーケルス - プエルトリコ – ヴィヴィアナ・オルティス - アメリカ – アリッサ・カンパネラ - ベネズエラ - ヴァネッサ・ゴンサルヴェス |

### 特別賞
- ミス・コンジニアリティ - ニコリナ・ロンチャル（ モンテネグロ）
- ベスト・ナショナル・コスチューム - シェルドリー・サエス（ パナマ）
- ミス・フォトジェニック - ロニア・フォルンステット（ スウェーデン）
- インターネット投票 - ラウラ・ゴンサルヴェス（ ポルトガル）